# Manuel de Campos Sales
Pour les articles homonymes, voir Ferraz et Campos Sales.
Manuel Ferraz de Campos Sales (Campinas, 15 février 1841 — Santos, 28 juin 1913) est un homme d'État brésilien, président de la république des États-Unis du Brésil du 15 novembre 1898 au 15 novembre 1902.

## Biographie

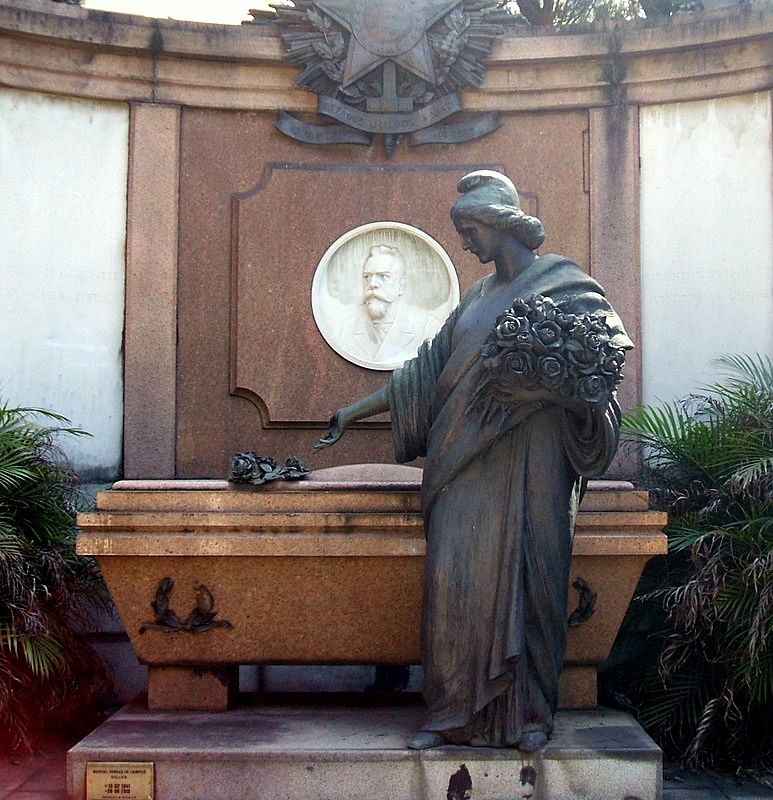
La tombe de Campos Sales dans la cimetière de Consolação, São Paulo.

Diplômé en droit de la faculté de droit de l'Université de São Paulo, Campos Sales entre au Parti Libéral après ses études. Il participe par la suite à la création du Parti républicain de São Paulo (PRP), en 1873.
Élu sénateur en 1890, il renonce à cette charge quatre ans plus tard pour devenir gouverneur de l'État de São Paulo, poste qu'il occupe jusqu'en 1898. Il est alors élu président de la République, succédant à Prudente de Moraes, à une époque où l'économie brésilienne, fortement dépendante des exportations de café et de caoutchouc, ne se porte pas au mieux. Jugeant que la cause principale des problèmes du pays venait d'une dévalorisation de la monnaie nationale, il mit en œuvre la politique dite politique des gouverneurs pour mener à bien ses réformes. Par cette politique, il tente d'obtenir l'appui du Congrès par des relations de clientélisme et de favoritisme, entre le pouvoir central, représenté par le président lui-même, les états, représentés par leurs gouverneurs respectifs, et les municípios, représentés par leurs colonels.
Sur le plan économique, Campos Sales s'attaqua en premier lieu à la dette extérieure. À Londres, le président signa avec le Royaume-Uni un accord de renégociation de la dette, connu sous le nom de funding-loan, suspendant pour trois ans le paiement des intérêts de la dette, pour 13 ans le paiement de la dette elle-même; les valeurs des traites suspendues s'ajoutant à celle existante. La nouvelle dette ainsi obtenue sera remboursée à partir de 1911, sur 63 ans au taux annuel de 5 %. Les revenus des droits de douane perçus dans les ports de Rio de Janeiro et de Santos, restent hypothéqués dans les banques anglaises en guise de garantie. Libéré du paiement des traites de la dette, Campos Sales peut alors mener sa politique d'assainissement de l'économie nationale. Il combat l'inflation en arrêtant l'émission de monnaie et en en retirant une partie de la circulation.  Il lutte ensuite contre les déficits budgétaires, réduisant les dépenses et augmentant les recettes. Joaquim Murtinhu, ministre de l'Économie, réduit le budget fédéral, augmente les impôts existants et en crée de nouveaux. Finalement, il se consacre à la valorisation de la monnaie, augmentant le taux de change par rapport à la livre sterling.
Après son mandat présidentiel, il est encore sénateur de São Paulo et diplomate en Argentine. Il meurt à Santos en 1913.
Il est membre de la franc-maçonnerie.